# François Gabart
François Gabart est un navigateur et un skipper professionnel français, né le 23 mars 1983 à Saint-Michel (Charente). Il est également le fondateur et dirigeant de l'écurie de course au large MerConcept.
Le 27 janvier 2013 aux Sables d'Olonne, il remporte la 7e édition du Vendée Globe en établissant un nouveau record de la circumnavigation en solitaire, sans escale sur monocoque, en 78 jours 2 h 16 min 40 s.
Sur les bateaux Macif, il remporte ensuite la Route du Rhum 2014 dans la catégorie classe IMOCA et la Transat Jacques-Vabre 2015 avec Pascal Bidégorry, et la Transat anglaise 2016, sa première victoire solitaire en multicoques.
Le 17 décembre 2017, il pulvérise le record du tour du monde en solitaire sur son trimaran de la classe Ultime, en 42 jours 16 h 40 min 35 s, améliorant de plus de six jours le précédent record qu'avait établi Thomas Coville en 2016. Le 14 novembre précédent, alors qu'il est en mer depuis dix jours, il devient le premier skipper solitaire à passer au-dessus de la barre des 800 milles nautiques en une seule journée avec un total de 851 milles.
Sans bateau depuis la vente du trimaran Macif, et sans sponsor depuis le retrait surprise de Macif du circuit Ultime en juin 2020, il a achevé la construction d'un nouveau maxi-trimaran très innovant, SVR-Lazartigue, dans son écurie de course au large, MerConcept, mis à l'eau en juillet 2021. Le 7 novembre 2021, il s'élance sur la Transat Jacques Vabre en double avec Tom Laperche sur son nouveau maxi-trimaran: SVR-Lazartigue.
En 2023, il obtient, avec Roland Jourdain, une Victoire de la Bretagne pour son engagement en faveur de l'environnement.
En avril 2025, il annonce mettre un terme à sa carrière sportive à l'âge de 42 ans. 

## Biographie

### Carrière

Le bâtiment direction de l'INSA Lyon en mai 2013. À gauche de l'entrée, une banderole rendant hommage à la victoire de François Gabart au Vendée Globe.

Durant ses études, il était dans la section sport de haut niveau de l'INSA de Lyon, ce qui lui a permis de réaliser en parallèle de sa formation d'ingénieur une préparation olympique en Tornado. Il a obtenu un diplôme de génie mécanique et développement en 2007.

#### Routage maritime
Il a routé Kito de Pavant et Sébastien Col sur la Transat Jacques-Vabre 2007 dans la section IMOCA. Ils terminent la course sixième sur dix-sept.

#### En solitaire et en duos avec des skippers de renom
En 2008, François Gabart rejoint le programme « Skipper Macif »[réf. nécessaire]. Il participe à la transat Jacques Vabre 2009 avec le skipper Kito de Pavant et termine second. Il termine à la 2e place de la Solitaire du Figaro en 2010 derrière Armel Le Cléac'h. Le 31 décembre de la même année, il prend avec Michel Desjoyeaux le départ de la Barcelona World Race 2010-2011, à bord de Foncia 2. Il prépare ainsi le Vendée Globe 2012-2013 qu'il court sur un bateau issu du même moule que ce nouveau Foncia. Ils abandonnent le 26 janvier, en raison d'un démâtage, alors qu'ils étaient en 2e position. Le 11 septembre 2011, il termine deuxième du Trophée Clairefontaine derrière Nicolas Charbonnier. La même année, il termine 4e de la Transat Jacques-Vabre 2011, en duo avec Sébastien Col.

#### Succès avec l'IMOCA MACIF 2011-2014
Il navigue sur le voilier Macif construit en 2011 sur le même modèle que Foncia 2. Il remporte l'édition 2011 de la Transat B to B, course qualificative pour le Vendée Globe 2012-2013.
Pendant ce même Vendée Globe 2012-2013, du jeudi 29 à midi, au vendredi 30 novembre 2012 à midi, sur Macif, François Gabart parcourt 482,91 milles (894,3 km) à la vitesse moyenne de 20,1 nœuds. Il améliore ainsi le record de distance à la voile en 24 heures en solitaire sur monocoque 60 pieds IMOCA que détenait Alex Thomson depuis 2003 (468,72 milles).

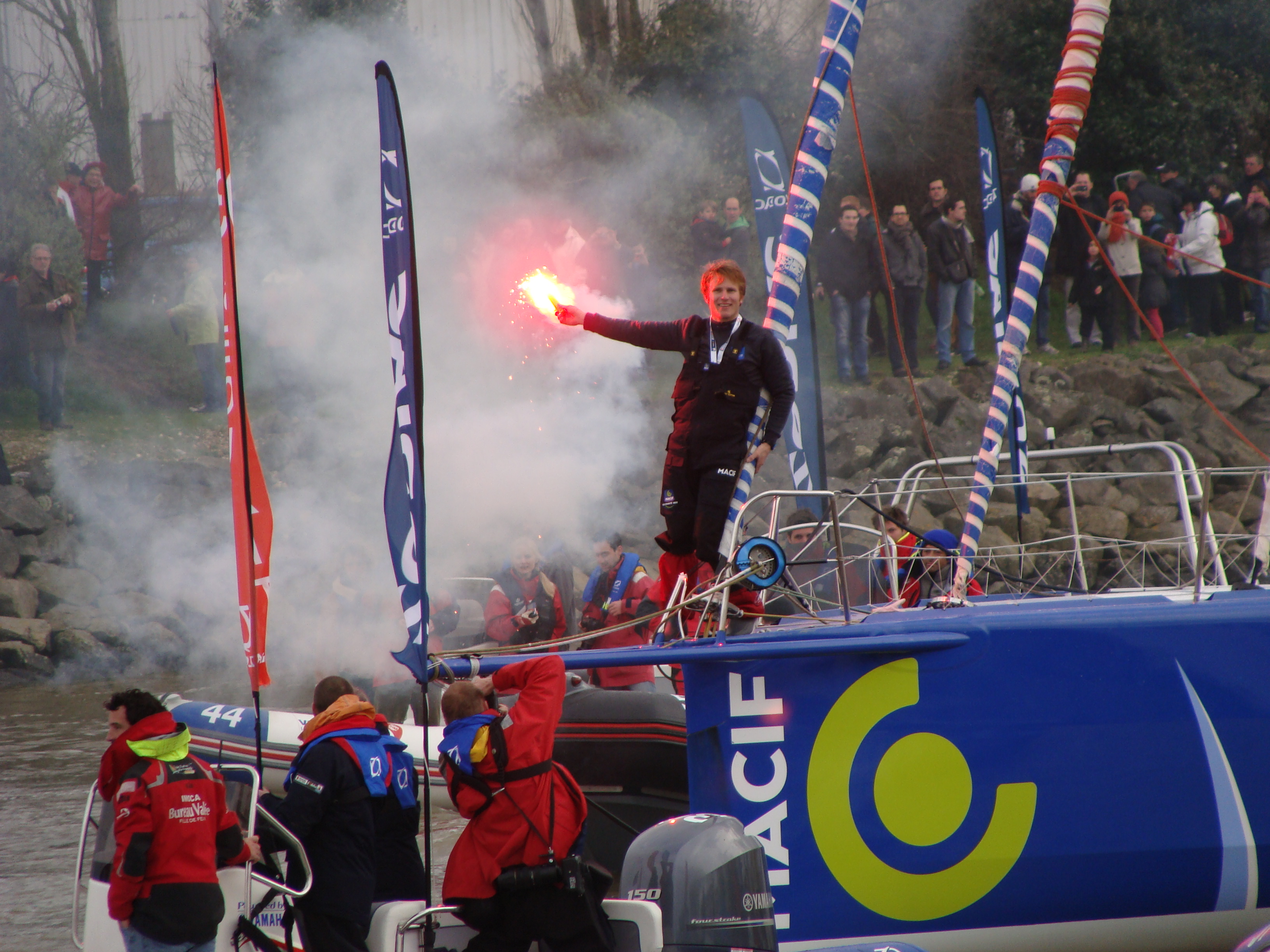
Vendée Globe 2012-2013 : arrivée de François Gabart aux Sables-d'Olonne.

Il bat à nouveau ce record le 10 décembre 2012 en parcourant 545,3 milles à 22,72 nœuds de moyenne.
Toujours lors de ce Vendée Globe 2012-2013, François Gabart passe l'équateur le 15 janvier à 13 h 41 UTC. Le skipper de Macif établit un nouveau record sur la distance Les Sables d'Olonne – équateur retour en 66 jours 1 h 39 min. Une performance exceptionnelle pour le jeune navigateur de 29 ans puisque l'ancien record était détenu par Michel Desjoyeaux en 71 jours 17 h 12 min.
Il remporte la 7e édition du Vendée Globe le 27 janvier à 15 h 19 après 78 jours 2 h 16 min de course, devenant à 29 ans le plus jeune vainqueur de l'épreuve et établissant un nouveau record, en bouclant la circumnavigation en solitaire et sans escale en six jours de moins que Michel Desjoyeaux lors de l'édition 2008-2009.
Il embarque Michel Desjoyaux pour la Transat Jacques-Vabre 2013 sur Macif. Alors qu'ils menaient la flotte des IMOCA, ils démâtent au large du Brésil, à trois jours de l'arrivée à Itajaí
Toujours sur Macif, il remporte le 14 novembre 2014 la Route du Rhum 2014 dans la catégorie IMOCA en établissant là aussi un nouveau record de l'épreuve de sa catégorie en 12 jours 4 h 38 min 55 s. Il bat de plus de sept heures le record établi en 2006 par Roland Jourdain.

#### Trimaran ultim MACIF 2015-2019
Sur les conseils de Thomas Coville, François Gabart quitte le circuit IMOCA, se tournant vers les grands records à la voile avec la réalisation d'un maxi-trimaran de 100 pieds. Conçu par le cabinet d'architectes VPLP design, avec la collaboration du bureau d'études de MerConcept et le soutien de GSea Design pour tout ce qui concerne le calcul de la structure et construit par les chantiers CDK Technologies et Multiplast, le trimaran Macif est lancé le 18 août 2015. À son bord, François Gabart remporte la Transat Jacques-Vabre 2015 puis la Transat anglaise 2016.

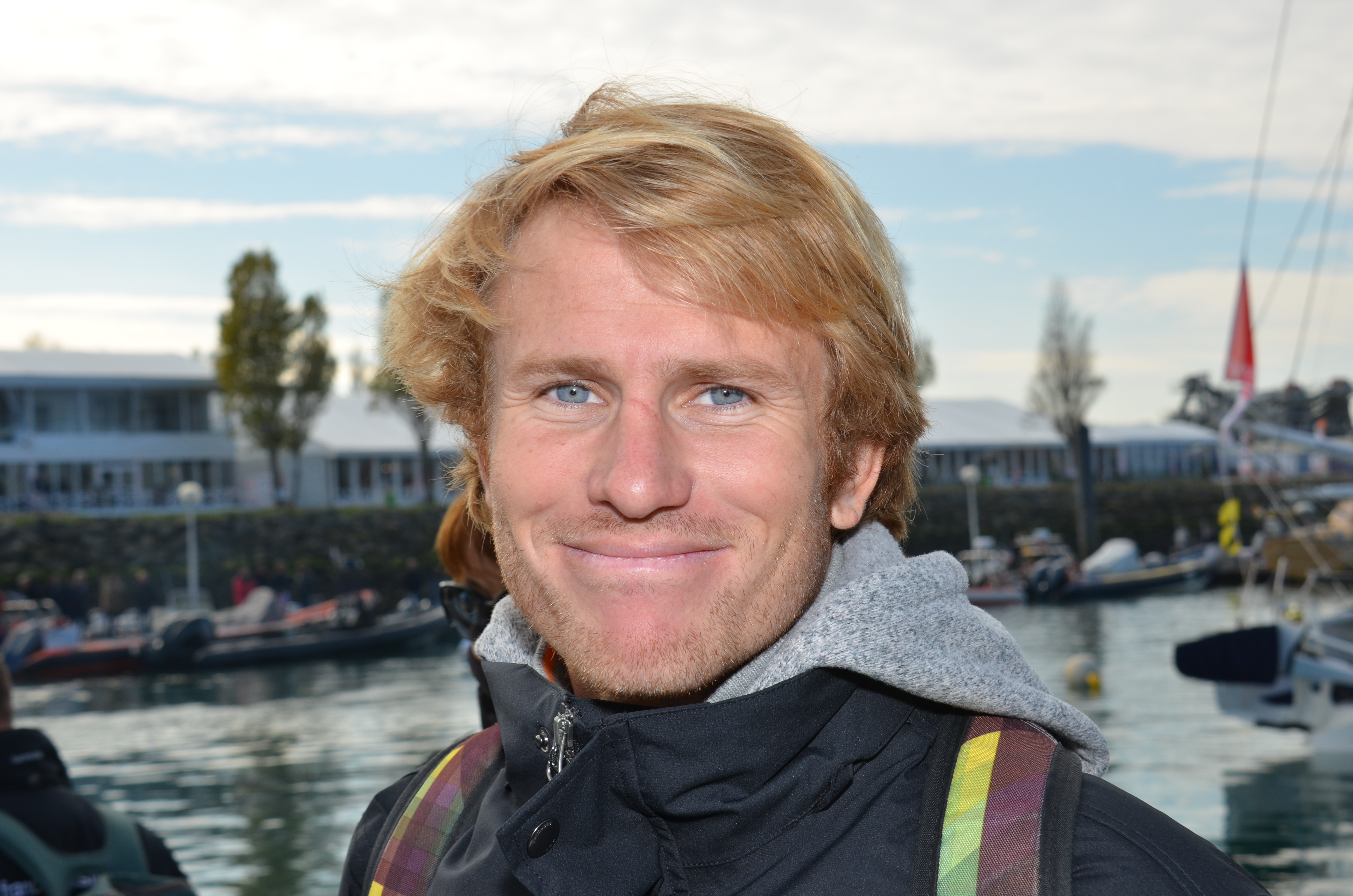
François Gabart de passage au Vendée Globe 2016-2017.

En 2016, il commente les épreuves de voile des Jeux Olympiques de Rio sur France Télévisions.
Le dimanche 17 décembre 2017 à 2 h 45 au large de l'île d'Ouessant, François Gabart franchit la ligne d'arrivée de son tour du monde débuté le 4 novembre 2017, et établit un nouveau record du tour du monde en solitaire en 42 jours 16 h 40 min 35 s ; il bat de plus de six jours la marque établie par Thomas Coville le 25 décembre 2016.
François Gabart, qui commercialise parallèlement les RM Fora Marine dans les pays scandinaves (Suède, Danemark, Norvège), entre au capital de Click&Boat en janvier 2018 et intensifie ainsi son activité entrepreneuriale,,,.
Il participe à la Route du Rhum 2018 avec le maxi-trimaran Macif. Dès la première nuit de course, il affronte un fort vent et une mer assez creuse dans le golfe de Gascogne et casse le foil tribord et le safran bâbord. Estimant la sécurité suffisante, il poursuit tout de même la course mais sans avertir les médias de ses soucis, afin de ne pas donner d'informations stratégiques à ses adversaires. Il mène cependant la course jusqu'à la Guadeloupe, mais il se fait dépasser par Francis Joyon lors du contournement de l'île et franchit la ligne d'arrivée à Pointe-à-Pitre seulement sept minutes après lui. Au cours de cette course, la plupart des maxi-trimarans récents ont connu des avaries, celui de Francis Joyon étant justement plus ancien et fiable, mais François Gabart, à l'instar d'autres navigateurs, estime néanmoins qu'ils représentent l'avenir de la course au large, notamment en vue de Brest Oceans, et annonce la construction d'un nouveau bateau de classe Ultime.
En 2019, il participe à Brest Atlantiques avec Gwénolé Gahinet et Jérémie Eloy (mediaman) sur le trimaran MACIF, et annonce début 2020 qu'ayant besoin du recul, il cède la barre pour l'année 2020 de son trimaran à Pascal Bidégorry. La crise sanitaire du Covid-19 contraint ce dernier à tirer un trait sur The Transat CIC qu'il devait courir en solitaire.

#### Trimaran SVR-Lazartigue 2021-2025
Après dix ans de partenariat avec MACIF, la nouvelle direction de l'entreprise ne renouvelle pas son partenariat à son échéance en 2020. Malgré son retrait, le Groupe MACIF s’est engagé à assurer la construction du maxi-trimaran SVR-Lazartigue dessiné par le cabinet d’architectes VPLP et donc le fonctionnement de Mer Concept et des 57 salariés de l'entreprise fondée par François Gabart jusqu’en juin 2021. « On construit le bateau mais c’est Macif qui le vend et ils n’ont pas fixé le prix ». Ça coûte au moins 16 millions d’euros et François Gabart sait le risque de voir cet Ultime volant partir ailleurs, avec un autre skipper. Simultanément, Armel Le Cléac’h prépare le deuxième Ultime Banque Populaire dont les safrans et appendices sont en conception partagée avec François Gabart.

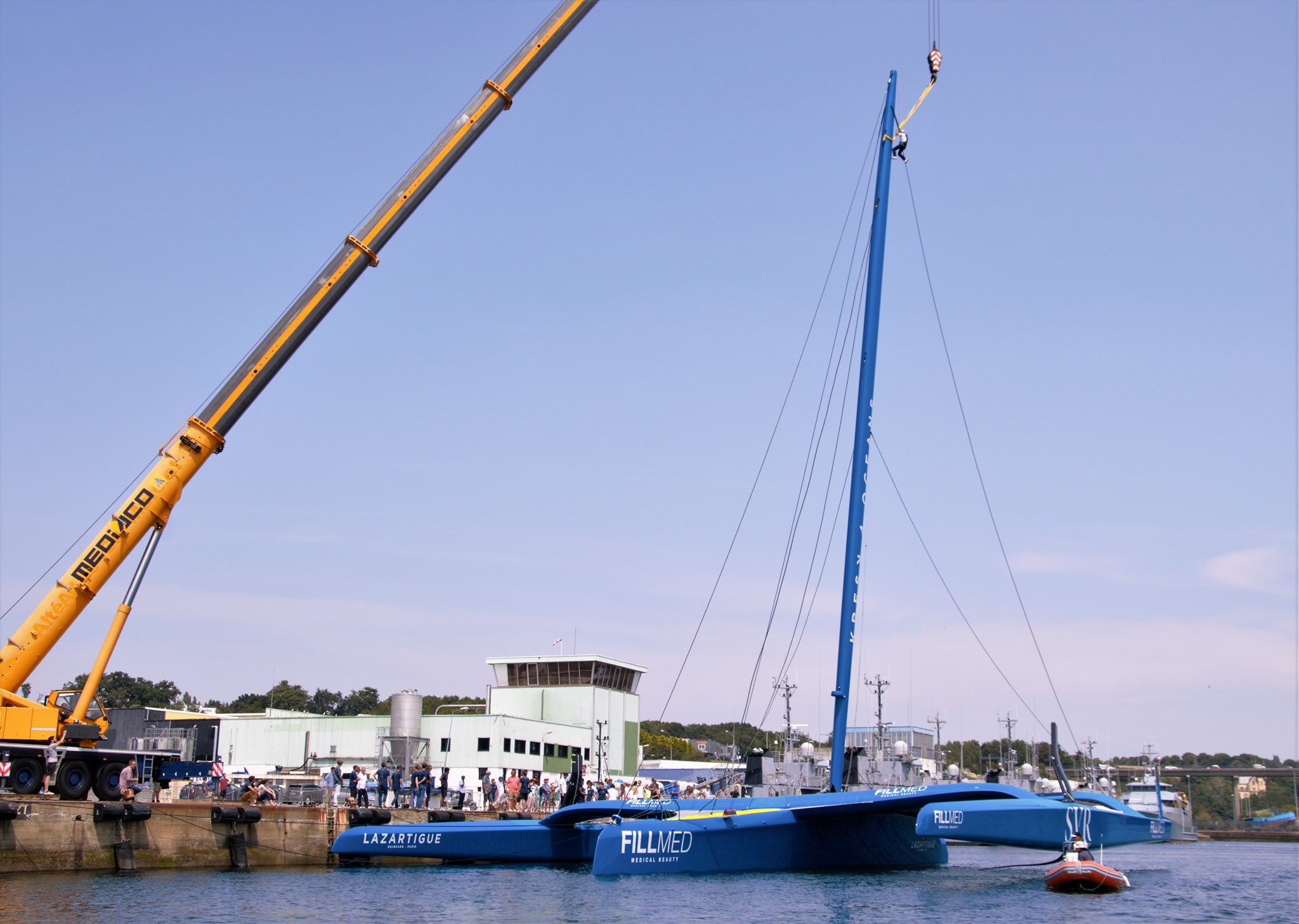
Le nouveau trimaran SVR Lazartigue mis à l'eau le 22 juillet 2021 à Concarneau.

Le nouveau trimaran est finalement mis à l'eau à Concarneau le 22 juillet 2021.
En avril 2023, Gabart annonce mettre en pause sa carrière en solitaire pour se concentrer sur la navigation en équipage, et passe le relais à Tom Laperche pour les prochaines courses en solitaire sur le maxi-trimaran SVR-Lazartigue.
Durant l'hiver 2024-2025, il tente à cinq reprises de battre le record du Trophée Jules Verne mais le maxi-trimaran SVR-Lazartigue subit des avaries sur plusieurs tentatives et de conditions peu favorables sur un essai.
Le 10 avril 2025, douze ans après avoir atteint la notoriété sur le Vendée Globe, il annonce mettre un terme à sa carrière sportive à l'âge de 42 ans, afin de privilégier sa vie de famille et faire un tour du monde à la voile avec ses enfants.

### L'après compétition
Il est associé dans la société Vela sail for goods qui fait construire un cargo à voile qui devrait être livré en 2026.

### Vie privée
Le père de François Gabart, Dominique, dentiste, est passionné de glisse. C'est lui qui a initié François à la voile (notamment l'Optimist). Sa mère, Catherine, est magistrate au tribunal d'Angoulême. En 1989, ses parents prennent une année sabbatique avec leur famille sur le voilier « Pesk Avel ». Ce périple jusqu'aux États-Unis marque le jeune garçon et lui donne le goût du voyage.
François Gabart a un fils, Hugo, avec sa première compagne Henriette dont il est séparé et qui vit désormais en Norvège avec son enfant.
Il est marié à Virginie Valentini, journaliste sportive, avec qui il a deux enfants.
Il vit actuellement à Trégunc dans le Finistère.

## Palmarès

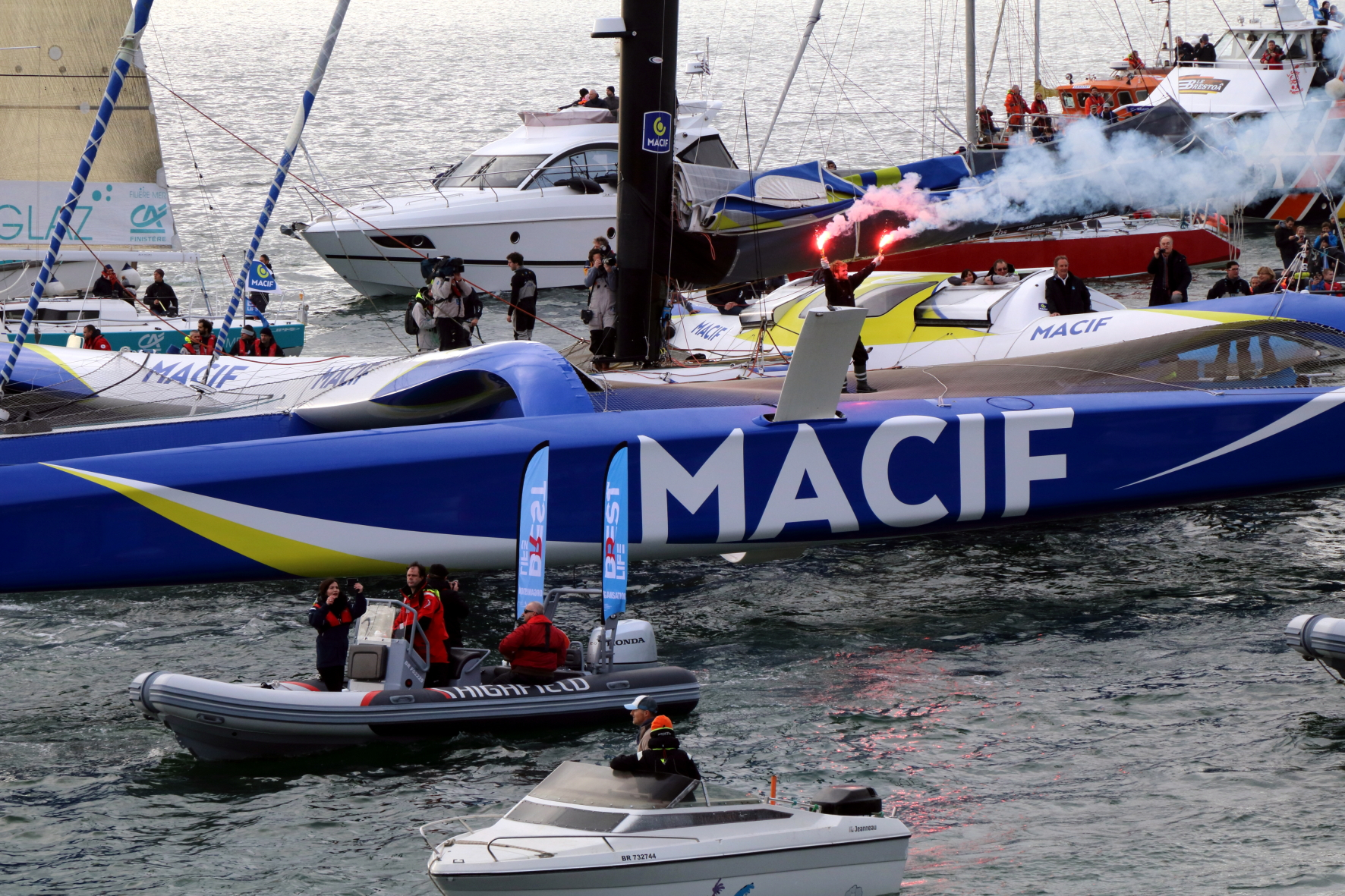
Arrivée triomphale de François Gabart à Brest après son record le 17 décembre 2017.

- 1997 : champion de France Optimist (Cap d'Agde)

- 1999 : champion de France Moth Europe (Le Havre)

- 2003 : champion du Monde Jeune Tornado (Palma de Mallorca)

- 2005 : vainqueur du Tour de France à la voile Étudiant

- 2006 :
  - podium Bizuth Course des Falaises en Figaro
  - course Londres-Nice sur le trimaran 60' Sopra d'Antoine Koch

- 2007 : Vainqueur du Tour de France à la voile Étudiant

- 2008 : 16e de la Solitaire du Figaro

- 2009 :
  - 2e de la Transat Jacques-Vabre, en double avec Kito de Pavant, à bord du 60 pieds IMOCA Groupe Bel
  - 3e de la Transat BPE (Classe Figaro)
  - 13e de la Solitaire du Figaro

- 2010 :
  - champion de France de course au large en solitaire
  - 2e de la Solitaire du Figaro sur Figaro Macif

- 2011 :
  - vainqueur de la Transat B to B à bord du 60 pieds IMOCA Macif
  - 2e du Trophée Clairefontaine
  - 4e de la Transat Jacques-Vabre 2011, en double avec Sébastien Col à bord du 60 pieds IMOCA Macif

- 2012 :
  - 2e de l'Europa Warm'Up à bord du 60 pieds IMOCA Macif
  - champion du monde IMOCA

- 2013 :
  - vainqueur du Vendée Globe 2012-2013 à bord du 60 pieds IMOCA Macif  (nouveau record en 78 jours 2 h 16 min 40 s).
  - vainqueur de la Transat Jacques-Vabre 2013, en double avec Michel Desjoyeaux, à bord du 60 pieds IMOCA Macif
  - Vainqueur de l'Artemis Challenge, en double avec Michel Desjoyeaux, à bord du 60 pieds IMOCA Macif
  - vainqueur du Trophée Azimut en double avec Michel Desjoyeaux, à bord du 60 pieds IMOCA Macif
  - 2e du Défi Azimut en équipage à bord du 60 pieds IMOCA Macif
  - champion du monde IMOCA

- 2014 : vainqueur de la Route du Rhum à bord du 60 pieds IMOCA Macif (nouveau record en 12 jours 4 h 38 min 55 s).

- 2015 : vainqueur de la Transat Jacques-Vabre avec Pascal Bidégorry, sur le trimaran Macif en 12 jours 17 h 29 min 27 s.

- 2016 : vainqueur de la Transat anglaise 2016 à bord du trimaran Macif en 8 jours 8 h 54 min 39 s.

- 2017 :
  - record du tour du monde en solitaire en 42 jours 16 h 40 min 35 s
  - vainqueur en équipage de The Bridge en 8 jours 31 min 20 s à bord du trimaran Macif
  - vainqueur en équipage de l'Armen Race Uship à bord trimaran Macif

- 2018 : 2e sur 6, de la Route du Rhum à 7 min 8 s du premier (Francis Joyon), en 7 j 14 h 28 min 55 s sur Macif ; 2e au classement général sur 123 inscrits

- 2019 : 
  - 2e de la Brest Atlantiques avec Gwénolé Gahinet en 31 j 20 h 43 min 50 s sur le trimaran Macif
  - 2e de la Rolex Fastnet Race en équipage en 1 j 4 h 3 min 3 s sur le trimaran Macif

- 2021 : 2e sur 5, de la Transat Jacques-Vabre avec Tom Laperche en classe Ultime, sur SVR-Lazartigue, en 16 j 9 h 46 min 11 s

- 2022 : 2e sur 8, de la Route du Rhum en classe Ultime, sur SVR-Lazartigue, en 6 j 23 h 3 min 15 s ; 2e au classement général sur 138 inscrits

- 2023 :
  - vainqueur de la Rollex Fastnet Race avec Tom Laperche sur SVR-Lazartigue en 1 j 8 h 38 min 27 s, établissant le nouveau record sur le parcours sur le parcours Cowes à Cherbourg[56]
  - 2e sur 5, de la Transat Jacques-Vabre avec Tom Laperche en classe Ultime, sur SVR-Lazartigue, en 14 j 15 h 5 min 55 s

## Distinctions
- RMC Sport Awards de la victoire de l'année 2015[57].
- Officier de l'ordre national du Mérite le 2 mai 2017[58]
- Chevalier de la Légion d'honneur

## Filmographie
- 2013 : François Gabart, coureur au large, documentaire de Yves Legrain Crist, produit par Kanari Films[59].
- 2024 : Gabart, quand gagner ne suffit plus, documentaire d'Elsa Blayau[60].
- 2025 : Un Tour du Monde en (moins de) 40 jours, documentaire Fatch